# 大宮諏訪神社

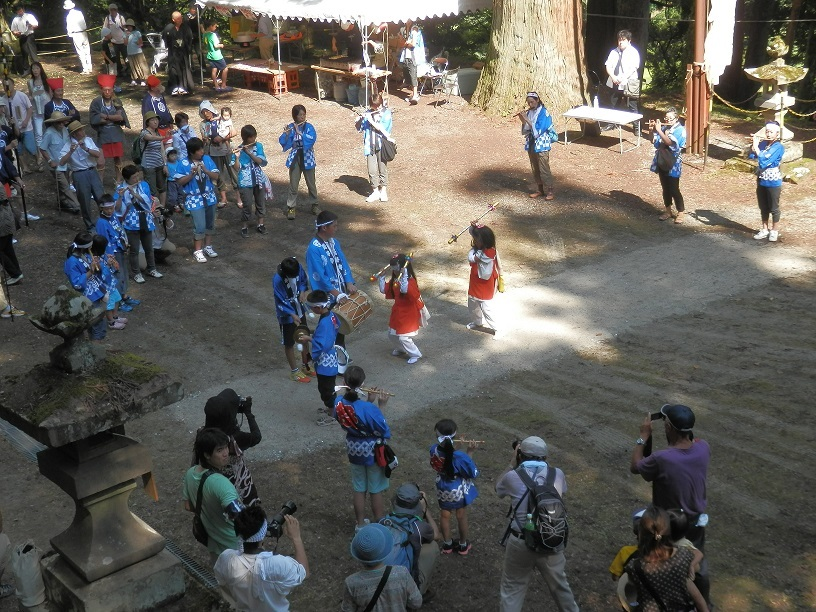
県無形民俗文化財 狂拍子

大宮諏訪神社（おおみやすわじんじゃ）は、長野県北安曇郡小谷村にある神社である。

## 歴史
古来より旧小谷七ヶ村の総鎮守と称される古社で『小谷総社大宮諏訪大明神』と称された。創建年代は不明であるが、三坂峠越えの坂本の宮であったとも、千国庄の鎮護の宮として祀られたとも想像される。この宮は元々、その別当寺であった四水山神宮寺の西北方「すわま」の地に鎮座していたのであるが、地崩れの為1519年（文亀元年）、現在地の近くに移されたといわれ、現社殿が1619年（元和5年）に建立、1700年（元禄13年）に移座、修理のうえで現在地に鎮座することになった。社殿は当初からあったと思われる覆屋の中に納められており、当地域としてはやや大型の一間社派造の簡素な社殿で、その規模は間口一間二尺五寸五分、奥行一間二尺八寸九分であった。1805年（文化2年）には現在の拝殿が竣工した。近辺には、別当神宮寺が現存している。
建御名方命が建御雷命の追撃を逃れて糸魚川から姫川を遡り、この地を経由して諏訪に至ったとの伝承があって諏訪大社との縁も深く、諏訪大社より、大祝が来社し、七年に一度、御柱祭の前年に薙鎌打ち神事を行っている。

## 境内
- 本殿：一間社流造、板葺き、間口一間二尺五寸五分、奥行一間二尺八寸五分。金原周防守の作で、1966年（昭和41年）1月27日に県宝に指定されている[4][3]。
- 拝殿：入母屋造り。間口九間一尺、奥行五間（北安曇郡内でも稀な規模で、大工は越後国出雲崎の小黒和太七一門である。これに関する棟札が2枚残されている）[4][3]。
- 神楽殿：間口五間、奥行四間[3]。
- 本殿及び本殿附棟札3枚は県宝に指定されている[3]。

## 祭事
薙鎌打ち神事、狂拍子、奴踊りは長野県の無形民俗文化財に指定されている。

### 薙鎌打ち神事
7年に一度、諏訪大社御柱大祭の前年、諏訪大社宮司がご参向になり、未年には戸土、境の宮、丑年には中股、小倉明神の神木に「薙鎌」を打ち込む神事。

### 狂拍子
大宮諏訪神社の例大祭で行われる地区の男児2人による芸能。舞の装束は、頭に束髪を被り、緋縮緬の衣装に白絹の股引、白のたすきをかけ、白足袋、紙巻緒の草鞋がけ、白の手甲をつけ、手には棒を持つ。

### 奴踊り
大宮諏訪神社の例大祭で行われる12人の踊り手による芸能。装束は、白足袋に草鞋履き。その年の作柄や社会情勢、国政や村政等に対する村民の心情などを唄に詠み奉納する。

## 交通アクセス
最寄駅：JR大糸線・南小谷駅（車約20分）